# Municipio de Blissville
El municipio de Blissville (en inglés: Blissville Township) es un municipio ubicado en el condado de Jefferson en el estado estadounidense de Illinois. En el año 2010 tenía una población de 404 habitantes y una densidad poblacional de 4,49 personas por km².

## Geografía
El municipio de Blissville se encuentra ubicado en las coordenadas 38°15′23″N 89°5′17″O / 38.25639, -89.08806. Según la Oficina del Censo de los Estados Unidos, el municipio tiene una superficie total de 89.99 km², de la cual 89,9 km² corresponden a tierra firme y (0,1 %) 0,09 km² es agua.

## Demografía
Según el censo de 2010, había 404 personas residiendo en el municipio de Blissville. La densidad de población era de 4,49 hab./km². De los 404 habitantes, el municipio de Blissville estaba compuesto por el 97,52 % blancos, el 1,24 % eran afroamericanos, el 0,25 % eran de otras razas y el 0,99 % eran de una mezcla de razas. Del total de la población el 0,74 % eran hispanos o latinos de cualquier raza.